# Mumm-omlegging
De Mumm-omlegging is een omleggingsreactie van een acylimidaat of iso-imide tot een imide.
De Mumm-omlegging vormt een belangrijke stap in de Ugi-reactie.